# Steve Chen
Steve Chen (chinês tradicional: 陳士駿, chinês simplificado: 陈士骏, pinyin: Chén Shìjùn 18 de agosto de 1978)  é um empresário taiwanês, conhecido por ter sido o co-fundador e Chief Technical Officer do site de compartilhamento de vídeos YouTube.

## Biografia
Chen cresceu em Taipei, Taiwan  até os quinze anos, quando sua família imigrou para os Estados Unidos. Ele estudou seu ensino médio na John Hersey High School e Illinois Math and Science Academy, e ensino superior na Universidade de Illinois. Chen foi um antigo funcionário da PayPal, onde conheceu Chad Hurley e Jawed Karim. Os três fundaram posteriormente o site de compartilhamento de vídeos YouTube em 2005, onde ele atualmente atua como Chief Technical Officer.
Em junho de 2006, Chen foi nomeado pela Business 2.0 como uma das "50 pessoas que importam atualmente" no mundo corporativo. Em agosto do mesmo ano, Chen citou à agência de notícias Reuters que esperava que em dezoito meses o sítio armazenaria todos os vídeos de música já criados.
Em 16 de outubro de 2006, Chen e Hurley venderam o YouTube para a Google, Inc. por 1,65 bilhões de dólares.